# アイザック・カッピー
アイザック・カッピー（Isaac Kappy、1977年2月17日 - 2019年5月13日）は、映画『マイティ・ソー』（2011年）、『ターミネーター4』（2009）、AMCで放映された『ブレイキング・バッド』に出演したアメリカ合衆国の俳優、ミュージシャン。

## 経歴
2018年8月、アレックス・ジョーンズのラジオ番組「インフォウォーズ」に出演し、複数の映画スターを小児性愛者として非難した。
2021年1月初旬、アメリカ合衆国の弁護士のリン・ウッドは、カッピーが合衆国最高裁判所長官のジョン・ロバーツを巻き込んだ、大規模な小児性愛組織を明らかにする活動を行っていたとツイートした。彼はまた、カッピーがこのカバールの証拠を、ドナルド・トランプ大統領に提出する途中で殺害されたと主張した。

## 法的問題
2018年、カッピーは女優のパリス・ジャクソンと俳優のセス・グリーンを脅迫したとの理由で警察によって捜査された。ジャクソンは、カッピーがパーティーで窒息させてきたと非難した。

## 死去
2019年、カッピーはアメリカ アリゾナ州で橋から飛び降りて自殺したとされている。死の直前、カッピーはInstagramに長い文章を投稿していた。そこで彼は、薬物とアルコールの乱用について記し、イエス・キリスト、ドナルド・トランプ、Qアノン陰謀論運動に対して謝罪した。また、投稿には「失うものが何もない人に注意してほしい。守るものが何もないからだ」というキャプションが付けられていた。